# جزر ساتسونان

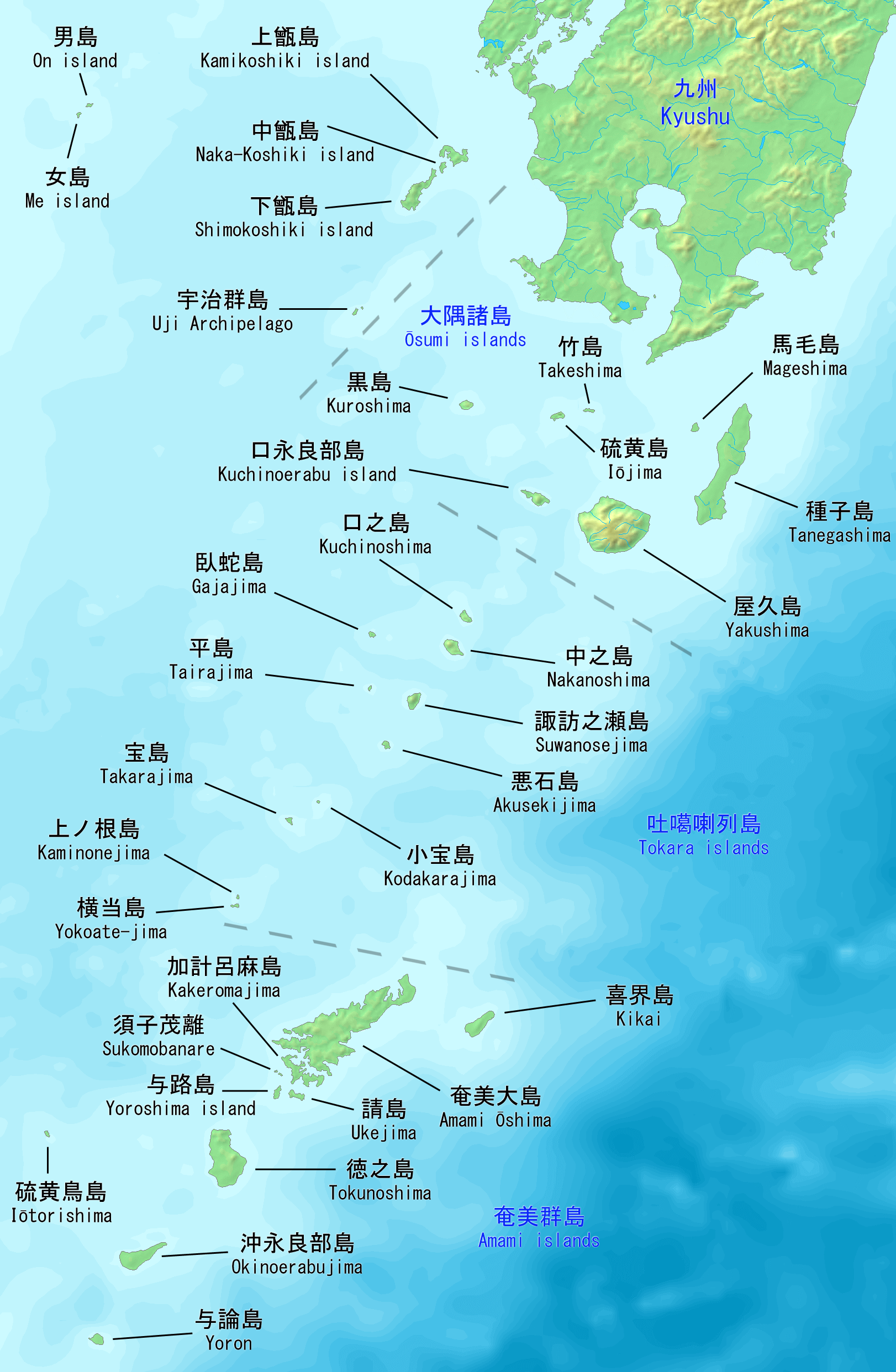
جزر ساتسونان

جزر ساتسونان هي الاسم الجيوسياسي لمجموعة من ثلاثة أرخبيلات تضم عدة جزر، وتقع في شمال جزر ريوكيو، وهي جزء من مناطق محافظة كاغوشيما.

## الأرخبيلات
- جزر أمامي
- جزر توكارا
- جزر أوسومي